# カール・ツァイスのレンズ製品一覧
カール・ツァイスのレンズ製品一覧（カール・ツァイスのレンズせいひんいちらん）は、カール・ツァイスのブランドを冠したレンズの一覧。

## 概要
当初は全てツァイス・アナスチグマート（Zeiss Anastigmat ）という名称であったが、1900年頃そのシリーズIAがプラナー、シリーズIBがウナー、シリーズIIBとシリーズICがテッサー、シリーズVIIIがアポクロマティックテッサー、それ以外がプロターと命名された。その後基本的にはレンズ設計の系統によって名称がつけられている。写真用以外にも顕微鏡や望遠鏡用、高級メガネレンズなどの多種多様な目的に応じた高性能レンズが製作されており、その性能の高さは世界中で高い評価を得ている。
「カール・ツァイス」のブランドはカール・ツァイス財団が所有しているが、ボシュロム、コシナ等他のメーカーによってライセンス生産または委託生産されたレンズも多い。本家であるカール・ツァイスでは現在もシネレンズ（デジプライム・ウルトラプライム）、顕微鏡や望遠鏡、半導体のステッパーなど多種多様なレンズが開発製造され続けられている。
レンズコーティングは以前は単層コートのTコーティングであったが現在は多層膜になったT*（ティースター）コーティングが採用されている。なお、現代のものであっても全てのレンズにT*コーティングが使用されているわけではない。

### マウント呼称
近年のライセンス生産レンズでは、他社のレンズマウント規格についてツァイス独自の呼称が使用されている。
ZAマウント
ソニー・α Aマウント(旧ミノルタAマウント)またはEマウント相当。ソニーが製造を担当。
ZEマウント
キヤノン・EFマウント相当。日本ではコシナが製造を担当。
ZF・ZF2マウント
ニコン・Fマウント相当。日本ではコシナが製造を担当。ZF2はカメラ本体との通信チップが取り付けられ、Ai-P相当になり、絞り環に露出計連動爪がない仕様。
ZKマウント
ペンタックス・Kマウント相当。日本ではコシナが製造を担当。2010年秋でZKマウントレンズはすべて生産終了した。
ZMマウント
ライカ・Mマウント相当。日本ではコシナが製造を担当。一部はドイツで製造されている。
ZSマウント
M42スクリューマウント相当。日本ではコシナが製造を担当。
ZVマウント
ハッセルブラッド・Vマウント相当。ドイツ製。

### シリーズ名称
2013年から、ツァイスが開発・設計を行うレンズにファミリーネームを付けてカテゴリー分けをするようになった。現在、基本的にはコシナやタムロンなどの日本の企業が製造している場合がほとんどである。
- Otus - 35mmフルサイズ対応の一眼レフカメラ用マニュアルフォーカスレンズのフラッグシップシリーズ。意味はラテン語でフクロウの一種の名前。コシナとの共同開発である。
- Otus ML - Otusを元に、新しく発表した35mmフルサイズ対応のミラーレスカメラ用マニュアルフォーカスレンズ。コシナとの共同開発である。
- Milvus - 35mmフルサイズ対応の一眼レフカメラ用マニュアルフォーカスレンズ。Otusよりリーズナブル。意味はラテン語でトビの属名。コシナとの共同開発である。
- Classic - デザインや描写などにおいて、伝統を踏襲した一眼レフカメラ用マニュアルフォーカスレンズ。コシナとの共同開発である。
- Batis - 35mmフルサイズ対応のミラーレスカメラ用オートフォーカスレンズ。意味は被子植物のバティス目より。国内ではケンコー・トキナーが販売・修理を受け持つ。
- Touit - APS-Cサイズミラーレスカメラ用オートフォーカスレンズ。意味はラテン語でオウムの一種の属名。国内ではケンコー・トキナーが販売・修理を受け持つ。
- Loxia - 35mmフルサイズ対応のミラーレスカメラ用マニュアルフォーカスレンズ。意味はラテン語でイスカの属名。国内ではケンコー・トキナーが販売・修理を受け持つ。

## 単焦点レンズ
レンズ構成名のアルファベット順に記載する。

### ビオゴン
対称型広角レンズ。最初の製品はルートヴィッヒ・ベルテレにより設計された。

### ビオメター
ドイツ民主共和国（東ドイツ）で設計されたクセノター型レンズに使われたブランド。最初の製品はハリー・ツェルナーにより設計された。

### ビオター
ドイツ民主共和国（東ドイツ）で設計されたダブルガウス型レンズに使われたブランド。最初の製品はウィリー・ウォルター・メルテにより設計された。

### ディスタゴン
ドイツ連邦共和国（西ドイツ）で設計された逆望遠型のレンズに使われたブランド。最初の製品はエルハルト・グラッツェルにより設計された。

### フェルン
フェルン（Fern ）はミラーボックスを併用して使用する超望遠レンズ。後にテレテッサーに改名された。

### フレクトゴン
ドイツ民主共和国（東ドイツ）で設計された逆望遠型のレンズに使われたブランド。最初の製品はハリー・ツェルナーとルドルフ・ソリッシにより設計された。

### ヘラー
ヘラー（Herar ）は空気境界面4面という条件でジルヴェスター・フーバーによって設計された2群5枚のレンズ。1935年11月に特許取得されたがまもなくコーティング技術の発明により空気境界面が多い場合の問題が小さくなり、コンタックス用3.5cmを除き試作のみに終わった。

### ホロゴン
エルハルト・グラッツェルによって発明された超広角レンズであり、歪曲収差がほぼ完全に補正されている。

### ルミナー
ルミナー（Luminar ）はマクロ写真用レンズ。マクロ写真の撮影もできるシステム顕微鏡、ウルトラフォト（Ultraphot ）の交換レンズ。ゲッティンゲンのルドルフ・ヴィンケルのミクロルミナー（Mikroluminar ）が前身である。同社は1911年よりツァイスが筆頭株主となっていたが、第二次大戦後分断され顕微鏡製造能力を失った西側のツァイスが1957年に統合した。このため初期のルミナーにはZEISS WINKELのロゴが刻印されている。ツァイス顕微鏡の多くは現在もかの地で生産されている。

#### RMSマウント
顕微鏡対物レンズマウントであるRMSスレッド用。
- ルミナー 16mm F2.5 - 4群5枚
- ルミナー 25mm F3.5 - 3群4枚
- ルミナー 40mm F4.5 - 3群3枚
- ルミナー 63mm F4.5 - 3群3枚

この4種のレンズとスペックは基本的に同一だが、性能を向上させた「ルミナーII」と呼ばれるモデルもある。

#### 特殊ねじマウント
- ルミナー 100mm F6.3 - マウントは33mmP=0.75mmねじ込み。

### ミクロター

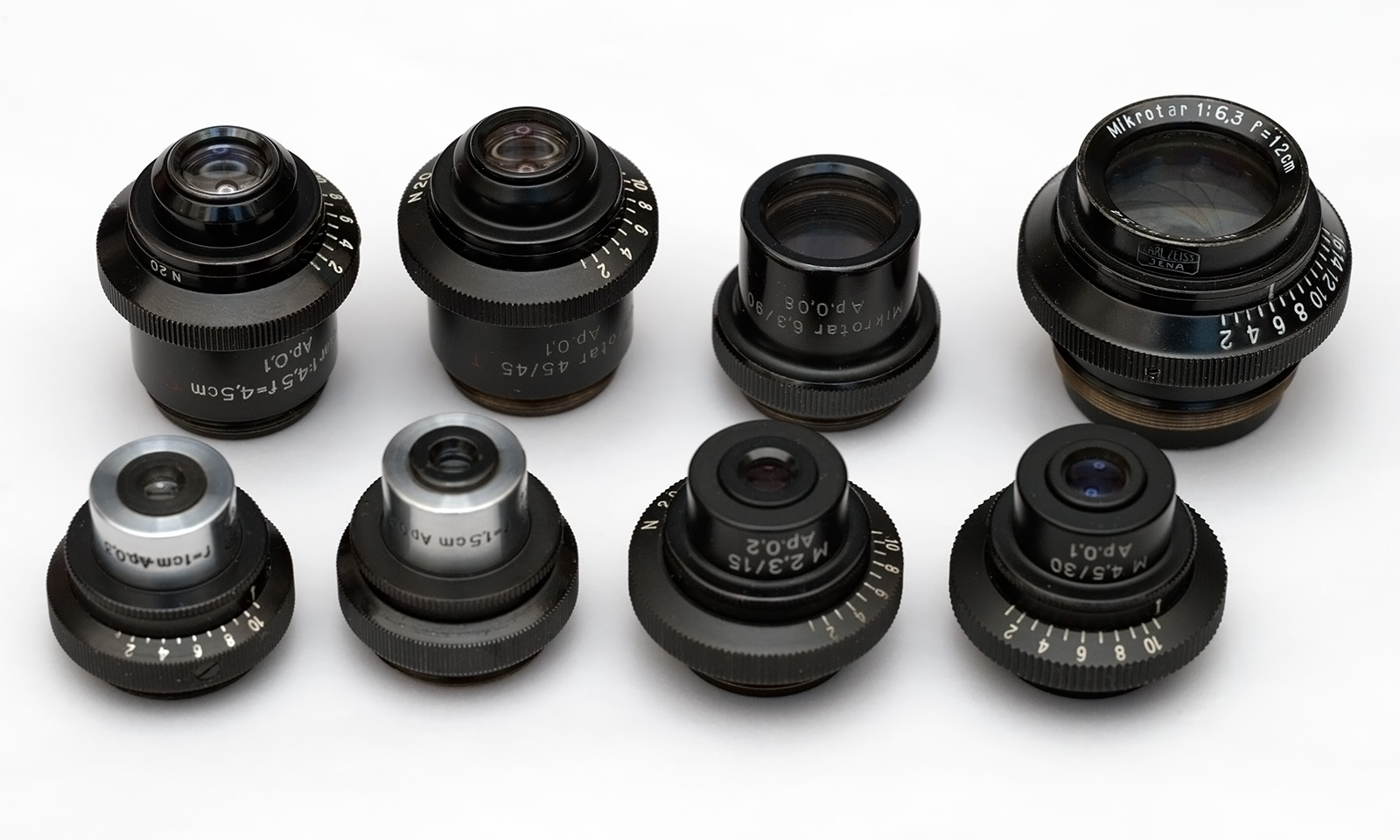
ミクロター各種

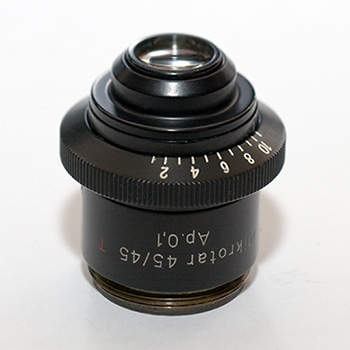
ミクロター45mmF4.5

ミクロター（Mikrotar ）はウルトラフォト（Ultraphot ）用のマクロ写真用レンズ。1930年代からの製品であり、第二次大戦後も東ドイツで継続生産された。西側ツァイスとの商標を巡る訴訟もあり、西側への輸出品は商標を避け単に「M」とのみ刻印されている。

#### RMSマウント
顕微鏡対物レンズマウントであるRMSスレッド用。10mmから30mmまでの各種は、レンズヘッド部とマウントの間に調整可能な絞りが置かれるため、使用倍率によっては絞ると画像が蹴られてしまうことがある。これらと同じレンズヘッドを使い、絞りがない製品や、RMSマウントでないものも存在した。ツァイスレンズには全品種で通しの製造番号が刻印されるが、ミクロターは一部を除き顕微鏡対物レンズに与えられる6桁の独自の番号が振られていた。この6桁の番号は使い切ると再び0から始まるため、同じ番号のものが見られる。
- ミクロター 1cm F1.6 - ダブルガウス型4群6枚。後玉径が前玉径よりも大きく、ビオターの逆配置とみることができる。戦後は製造されていないため、cm表記のものだけである。作業距離が非常に短いため照明しづらく、難しいレンズである。
- ミクロター 15mm F2.3 - ダブルガウス型4群6枚。単層コーティングが施された製品は、コーティングのないものと比べて著しくコントラストが向上している。
- ミクロター 20mm F3.2 - ヘリアー型3群5枚
- ミクロター 30mm F4.5 - トリプレット型3群3枚
- ミクロター 45mm F4.5 - トリプレット型3群3枚
- ミクロター 60mm F4 - トリプレット型3群3枚
- ミクロター 90mm F6.3 - テッサー型3群4枚。絞りはない。

#### 特殊ネジマウント
- ミクロター 90mm F6.3 - テッサー型3群4枚。マウントは26.5mmP=0.5mmねじ込み。
- ミクロター 12cm F6.3 - テッサー型3群4枚。マウントは26.5mmP=0.5mmねじ込み。
- ミクロター 16.5cm F6.3 - テッサー型3群4枚。マウントは45mmねじ込み。

### ミロター
反射望遠レンズに使われたブランド。

### ネッター
3群3枚の普及版レンズ。

### ノヴァー
- ノヴァー（Novar ）は3群3枚の普及版レンズ。

### オルソメター
ウィリー・ウォルター・メルテによって1926年に元々は航空写真用として発明された。

### オルソプラナー

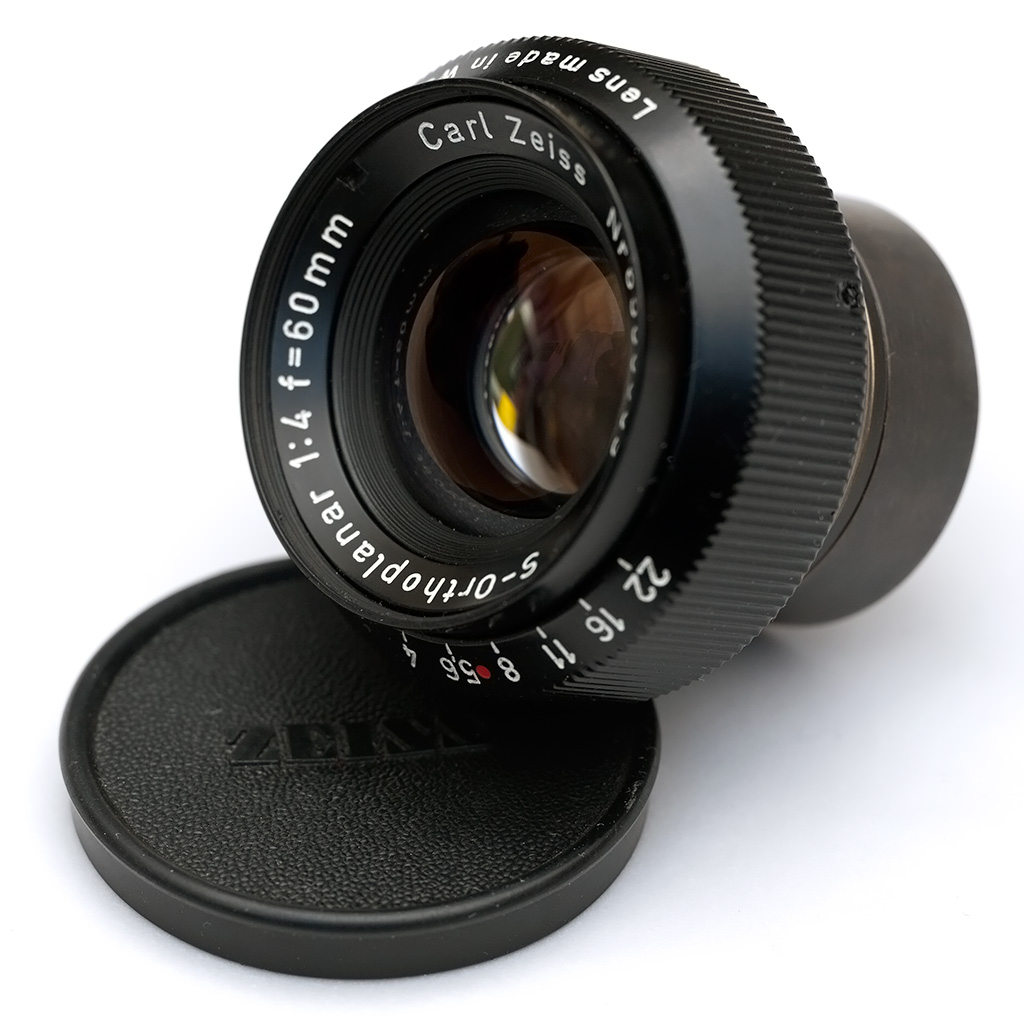
S-オルソプラナー 60mm

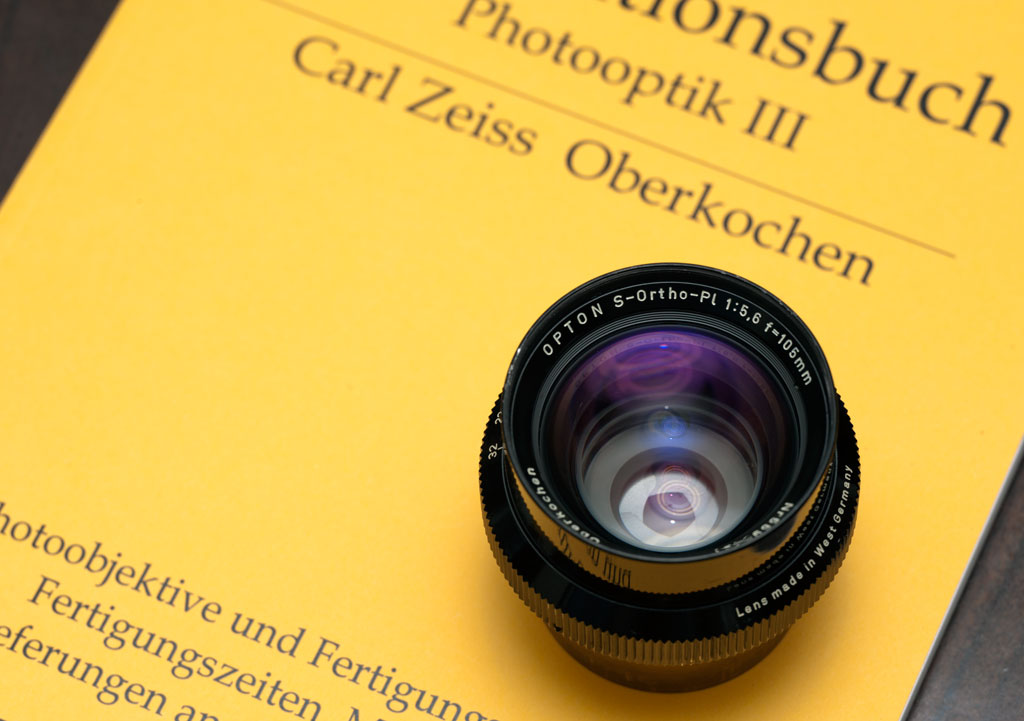
S-オルソプラナー 105mm(東側への輸出仕様)

オルソプラナー（Orthoplanar ）はマイクロフィルム用高解像力縮小レンズ。引き伸ばしに使われることもある。50mmおよび105mmはオルソメターの両外側に1枚ずつ追加したようにも、プラナーの内側に1枚ずつ追加したようにも見えるレンズ構成。特殊用途であるため『S』を冠する。旧東側への輸出品ではツァイスやプラナーの商標を避け、Oberkochen OPTON S-Ortho-Plと刻印された。
- S-オルソプラナー 50mm F4 - φ36mmP=0.75mmのねじマウント。6群8枚。使用倍率範囲1/5～1/30倍。
- S-オルソプラナー 60mm F4 - φ32mmP=0.75mmのねじマウント。5群7枚。アタッチメントサイズφ35.5mmP=0.5mmねじ込み。使用倍率範囲1/10-1/30倍。最外面に傷つきやすいガラスを使用しているため、清掃には注意が必要である。
- S-オルソプラナー 105mm F5.6 - φ55mmP=0.75mmのねじマウント。6群8枚。アタッチメントサイズφ58mmP=0.75mmねじ込み。使用倍率範囲1/6-1/21倍。70mmフィルムを使用したマイクロファイルシステム装置用として販売された。

### パンター
3群3枚の普及版レンズ。元はゲルツの商標であるが、その時代の製品とは全くの別物である。

### パンコラー
ドイツ民主共和国（東ドイツ）で設計されたダブルガウス型のレンズに使われたブランド。

### プラナー
ダブルガウス型のレンズ。最初の製品はパウル・ルドルフにより設計された。第二次世界大戦後はドイツ連邦共和国（西ドイツ）で設計されたダブルガウス型のレンズに使われた。

### プロター
パウル・ルドルフにより発明され、ウナーを経由してテッサーの原型となった。

### ゾナー
最初の製品はルートヴィッヒ・ベルテレにより設計された。当初は大口径標準-望遠レンズとして使われたが現在は望遠レンズとしてのみ使われている。

### テッサー
パウル・ルドルフがエルンスト・ヴァンデルスレプの協力を得て発明したレンズ。現在はコンパクトレンズとして、また変形のテレテッサーが望遠レンズに使われている。

### トポゴン
ロベルト・リヒテルが開発した対称型広角レンズ。

### トリオター

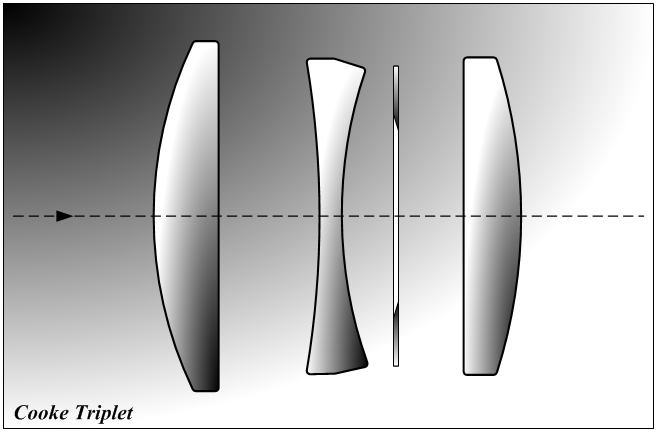
トリオター

3群3枚の普及版レンズ。

### ウナー
パウル・ルドルフによりプロターを改良して発明されテッサーの原型となった。

## ズームレンズ
ズームレンズの場合は、各レンズ構成名に「可変」の意味である接頭語バリオ-（Vario- ）が付けられる。一般的にツァイスレンズは他社の同スペックのレンズより大型・大重量の傾向があるが、ズームレンズでも同様の傾向は変わらない。単焦点よりさらに重く大型となるため、または画質重視の傾向が強いユーザーが多いためか、ツァイスレンズの中でズームレンズの人気は低い傾向にある。

### バリオパンコラー
バリオパンコラー（Vario-Pancolar ）はドイツ民主共和国（東ドイツ）で設計されたズームレンズに使われたブランド。

### バリオプラクチカー
バリオプラクチカー（Vario-Prakticar ）はドイツ民主共和国（東ドイツ）で設計されたズームレンズに使われたブランド。

### バリオゾナー
広角、標準、望遠に関わらず用いられている。ソニーのビデオカメラ「ハンディカム」シリーズとデジタルスチルカメラ「サイバーショットシリーズ」のF828など上位機種でおなじみ。

### バリオテッサー
京セラのコンパクトカメラTズームやソニーのデジタルカメラサイバーショットシリーズの小型・薄型機種に採用されたズームレンズ。

## コンバーター

### ムター
焦点距離を変える目的のアタッチメント・レンズをツァイスではムター（Mutar ）と称する。

#### コンタックスRTS（CONTAX RTS）用
リア・テレコンバーター。

#### ハッセルブラッドV・シリーズ用
リア・テレコンバーター。

#### ロ−ライフレックス二眼レフカメラ用
フロント・コンバーター。

### 設計開発した設計者
- エルンスト・アッベ
- エルンスト・ヴァンデルスレプ
- ルートヴィッヒ・ベルテレ
- パウル・ルドルフ
- ロベルト・リヒテル
- ウィリー・ウォルター・メルテ

### 提携企業
レンズについてカール・ツァイスと提携している、または過去にした企業。
- アルパ
- コシナ - 2005年以降の写真用マニュアルフォーカスレンズ
- ハッセルブラッド
- ロジクール - Webカメラ「Qcam Proシリーズ」にテッサーを採用。
- ノキア - カメラ付き携帯電話・スマートフォンの一部機種にテッサーを採用。
- ライカ
- ローライ
- ジナー
- ソニー
  - α (カメラ) - デジタル一眼レフカメラ、デジタルミラーレス一眼カメラ
  - ソニー・α NEX - デジタルミラーレス一眼カメラ
  - サイバーショット - コンパクトデジタルカメラ
  - ハンディカム - ビデオカメラ
  - Xperia - スマートフォン
- ヤシカ
  - 京セラ
- ヴィーヴォ - スマートフォン

### その他
- 映画バリー・リンドン（アポロ計画用プラナーF0.7が使用された例）